# Prämentum

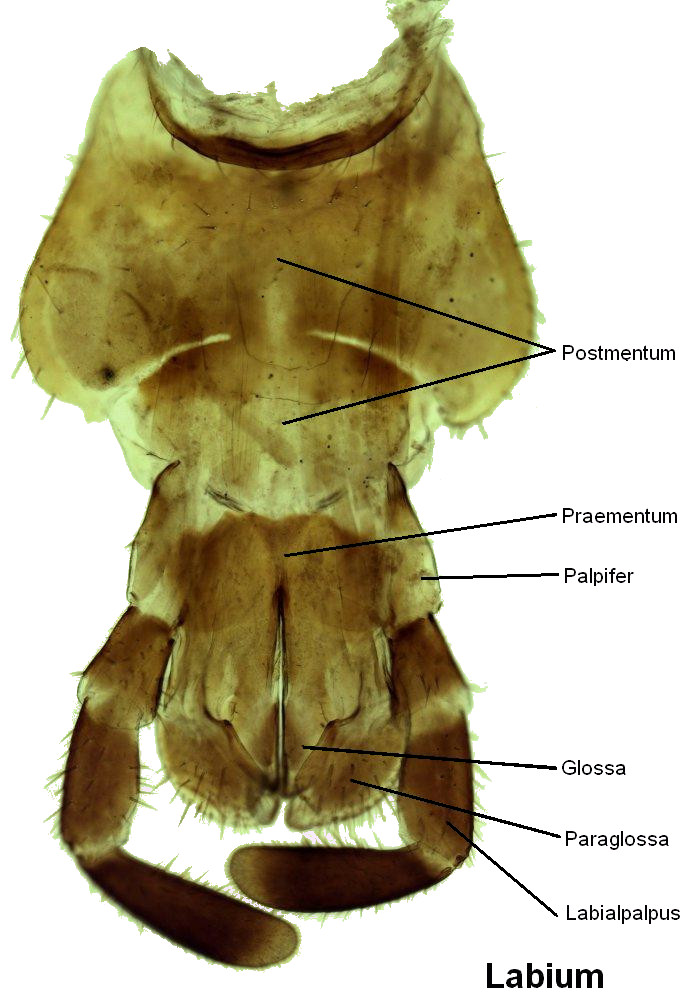
Labium der Amerikanischen Großschabe (Periplaneta americana) mit Beschriftung der einzelnen Teile

Das Prämentum (lat. mentum = „Kinn“) ist der abschließende Teil des basalen, zusammengewachsenen Abschnitts der Unterlippe (Labium) der Insekten und damit ein Teil der Mundwerkzeuge, dem Mentum. Das Prämentum ist in der Regel zweiteilig, kann jedoch ebenfalls verwachsen und wie alle anderen Bestandteile der Mundwerkzeuge art- und gruppenabhängig sehr unterschiedlich ausgebildet sein.
Insbesondere bei den stechend-saugenden Mundwerkzeugen der Mücken ist das Prämentum stark verlängert und bildet die Scheide für die Stechborsten. Ebenfalls stark verlängert ist das Prämentum der Libellenlarven, das gemeinsam mit dem Mentum das Scharnier der Fangmaske bildet.

## Belege
1. ↑  Mentum. In: Herder-Lexikon der Biologie. Spektrum Akademischer Verlag, Heidelberg 2003, ISBN 3-8274-0354-5.
2. ↑  Gerhard Seifert: Entomologisches Praktikum. Georg Thieme Verlag, Stuttgart 1975, ISBN 3-13-455002-4, S. 267.